# Земська школа

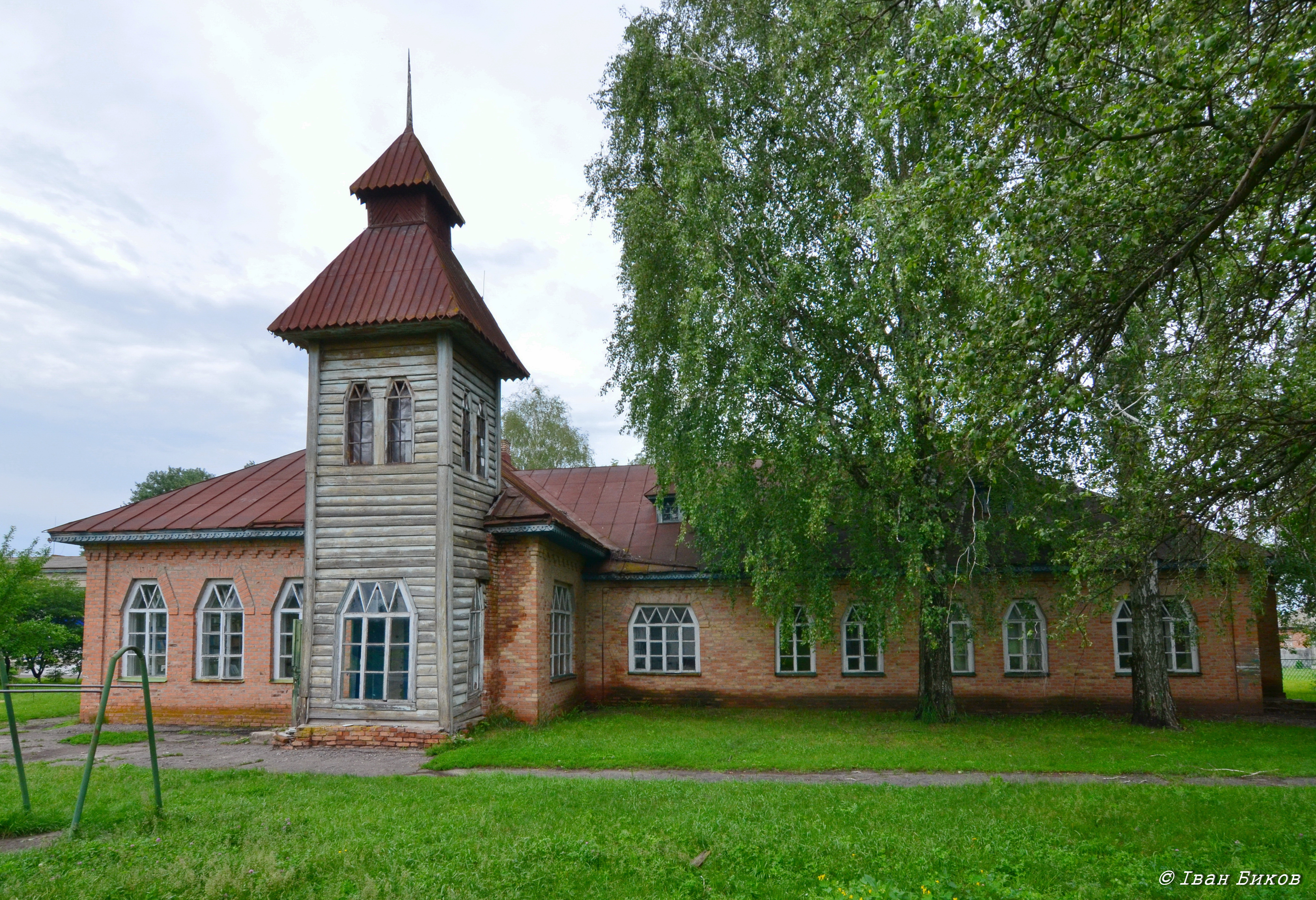
Земська школа в Кізлівці

Земські школи — загальноосвітні навчально-виховні заклади в Російській імперії, які засновувалися земствами. Надавали початкову освіту сільським дітям. Виникли в 1860-х роках у зв'язку із запровадженням земської реформи 1864.
Були одно- та двокласними. Перші З.ш. створювали на базі народних училищ (див. Народні школи), відкритих у попередні роки селянськими громадами. Згодом почали утримуватися земствами. Завдяки цьому мережа З.ш. в Україні невпинно зростала: у 1877 було 1403 школи, 1898 — 3687, 1914 — 7082. Земства, забезпечуючи школи матеріально, не мали права втручатися в навчально-виховний процес.
У З.ш. навчали Закону Божого, читання, писання та арифметиці. Вчителі цих шкіл були краще забезпечені фінансово й мали більшу свободу у викладанні порівняно з учителями міністерських шкіл та парафіяльних шкіл, могли застосовувати нові прогресивні підручники («Родное слово» і «Детский мир» К.Ушинського, «Букварь для южнорусских народных школ» В. Добровольського, «Азбука» і книги для читання Л.Толстого, «Наш друг» М. Корфа тощо). В З.ш. активно використовувалися наочні посібники, викладалися елементарні відомості з природознавства, географії, історії. В деяких діяли бібліотеки.
Окремі земства вимагали ведення навчання рідною мовою та видання українських підручників. З.ш. зробили вагомий внесок у розвиток народної освіти.

## Галерея

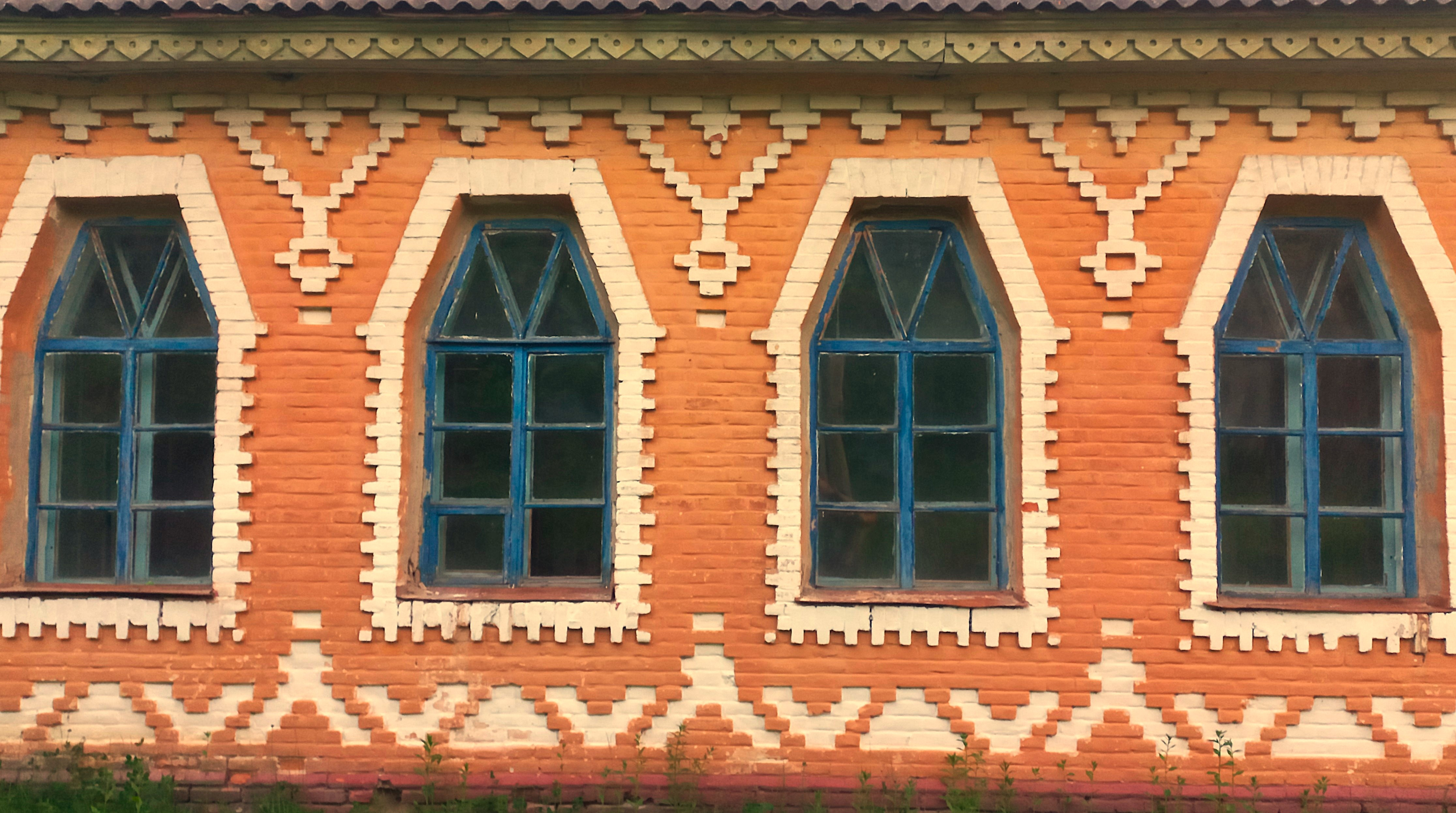
Фрагмент фасаду школи в селі Брагінці
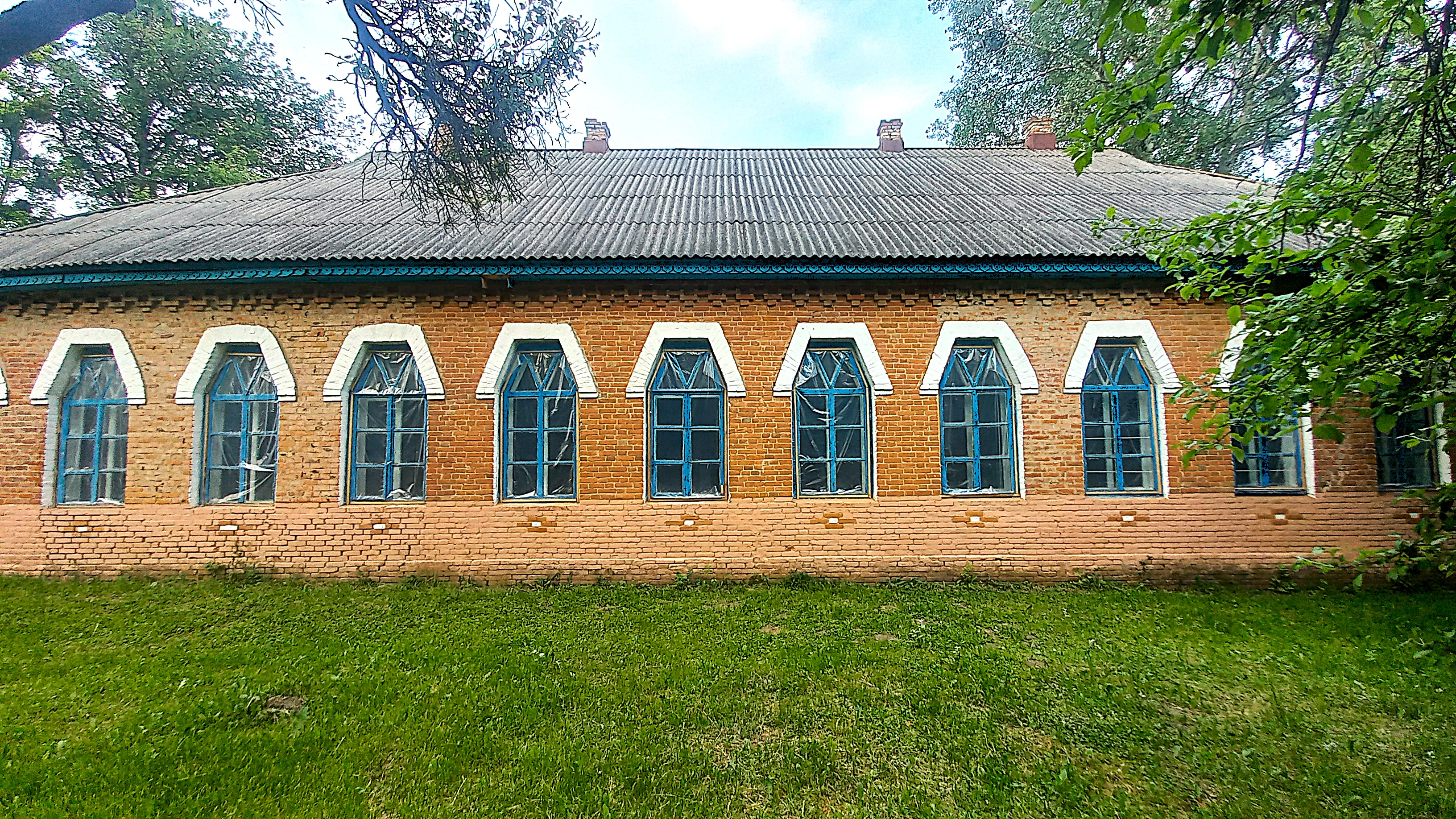
Фрагемнет фасаду школи в селі Курінка
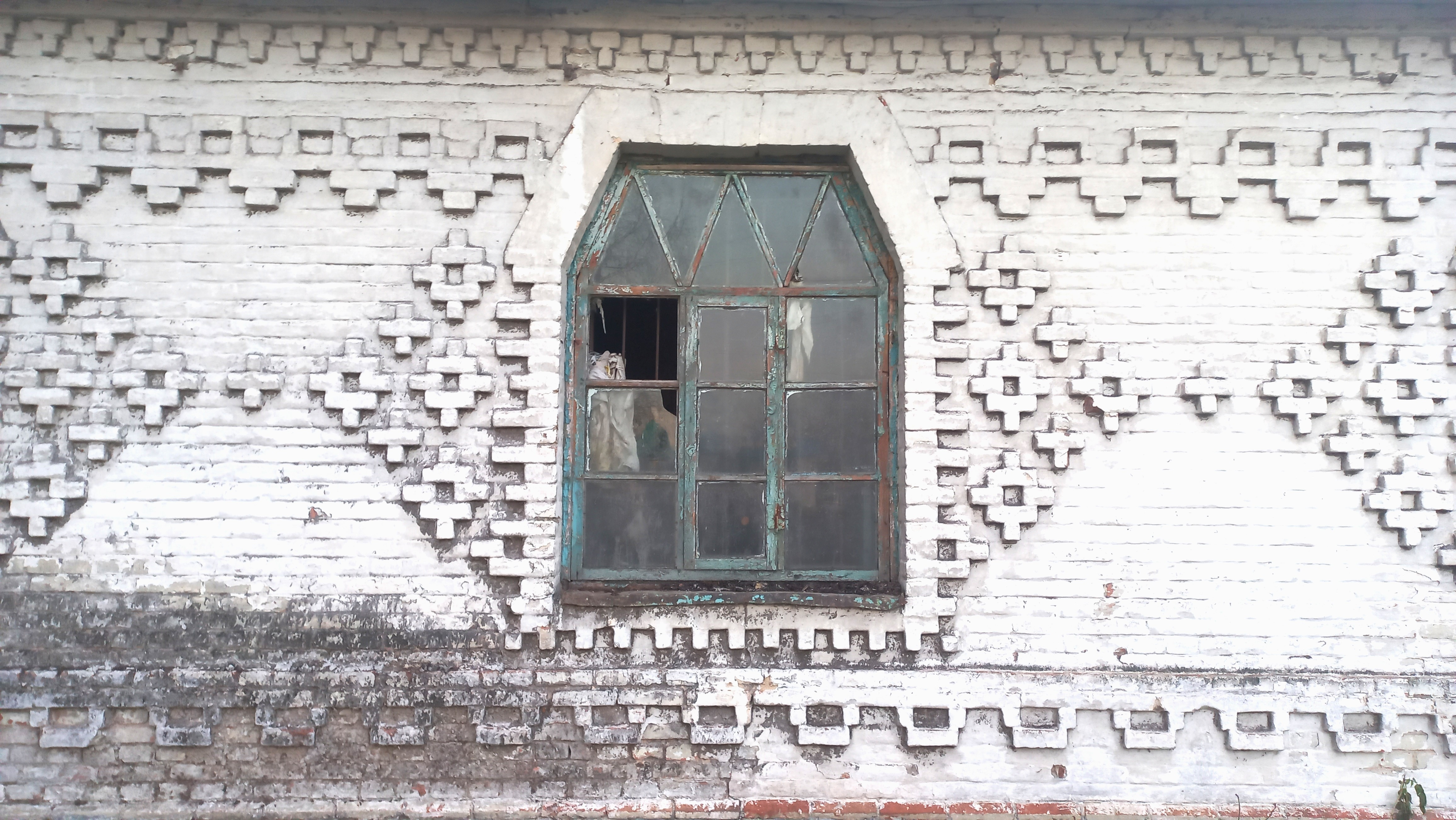
Фрагмент фасаду школи в селі Піски
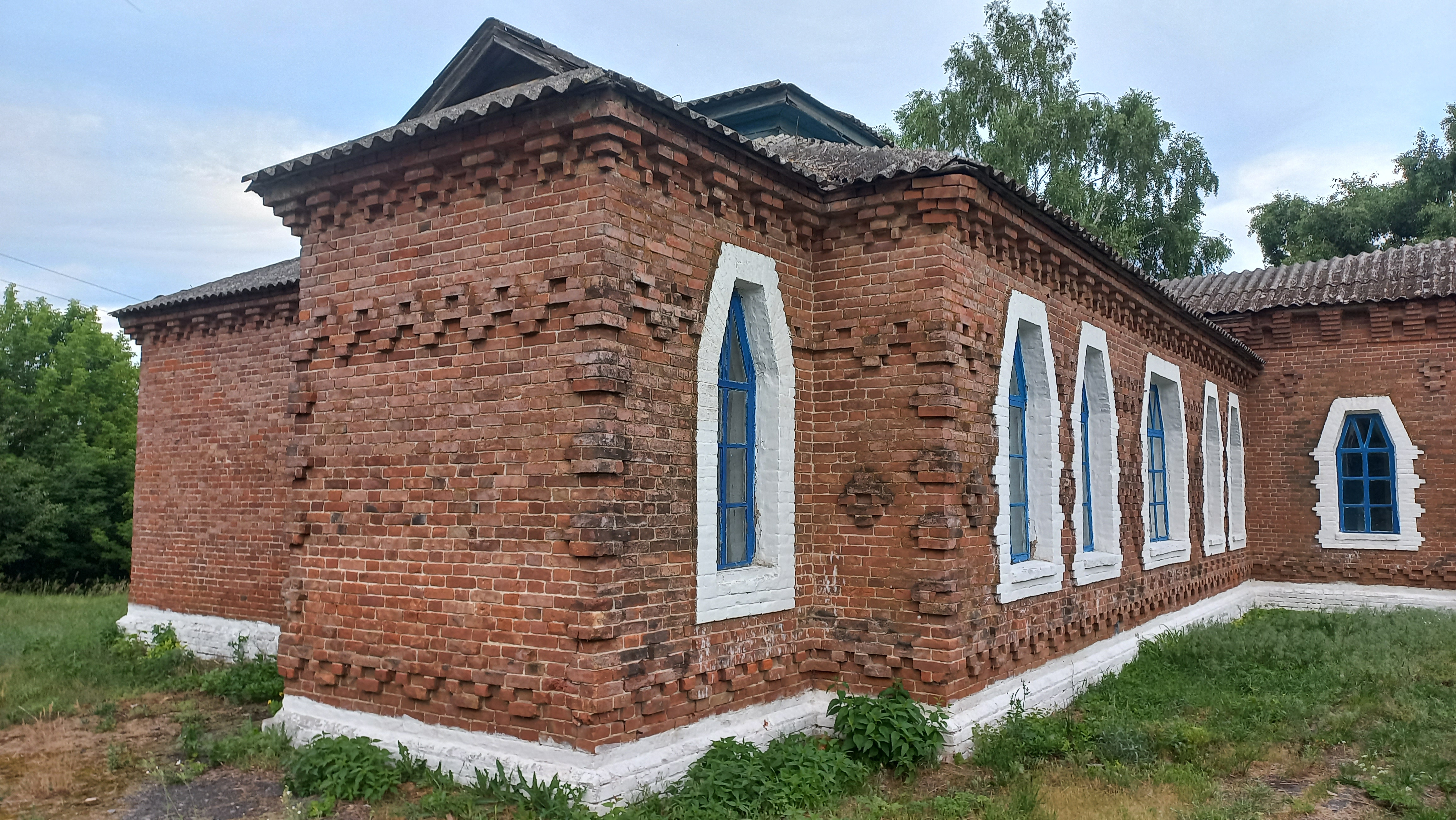
Фрагмент фасаду школи в селі Риги
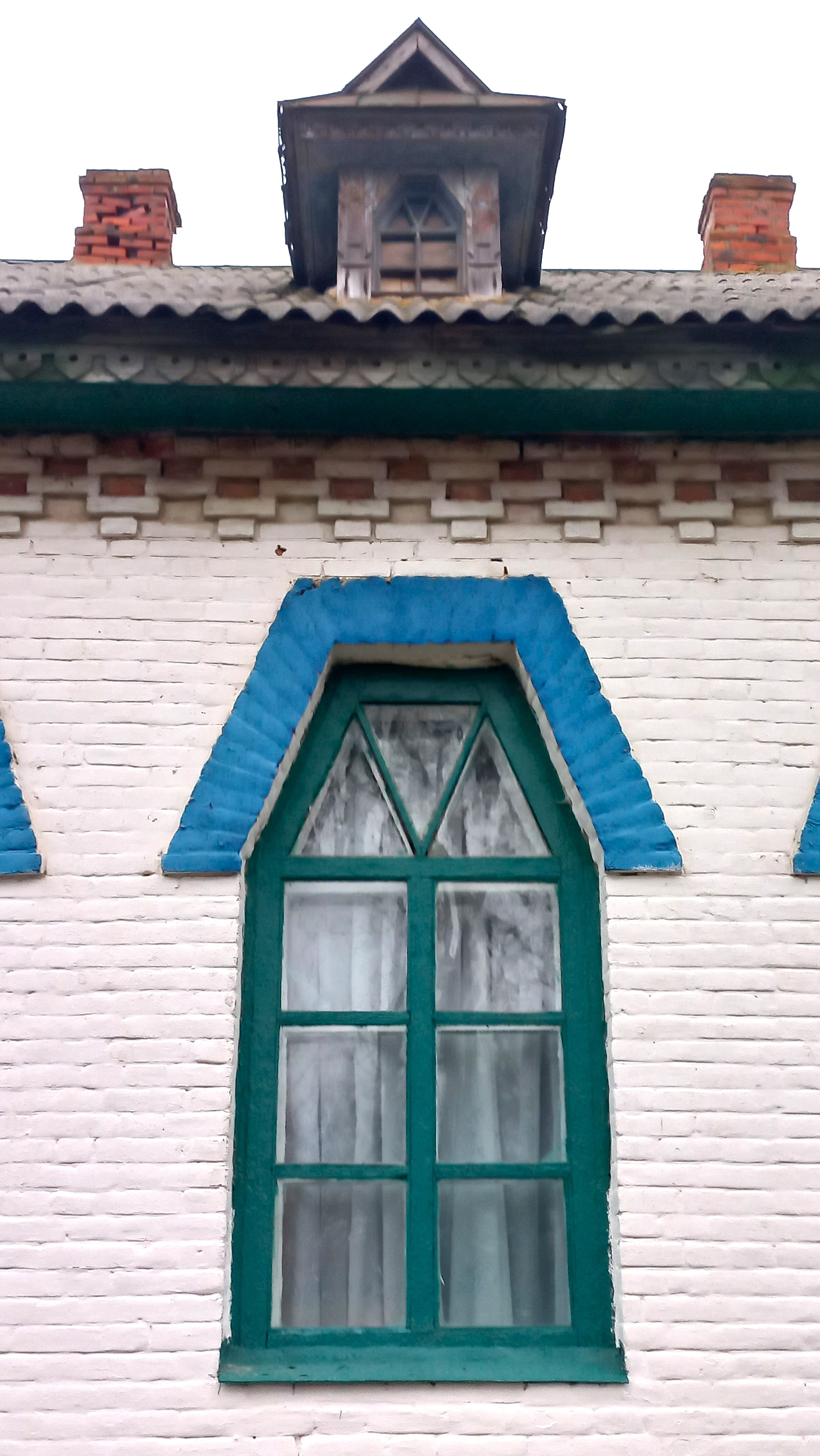
Фрагмент фасаду школи в селі Остапівка
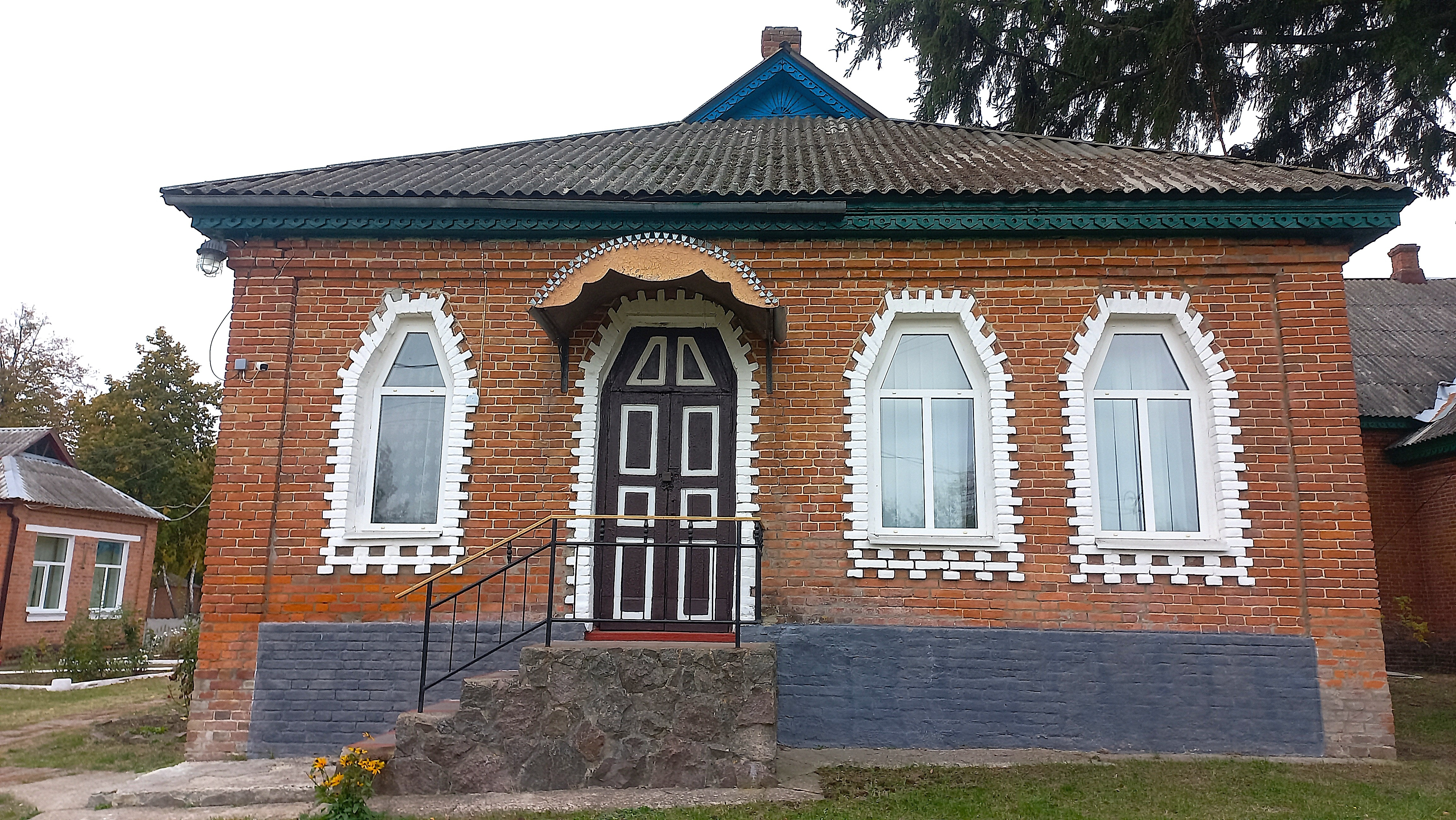
Фрагмент фасаду школи в селі Ярошівка
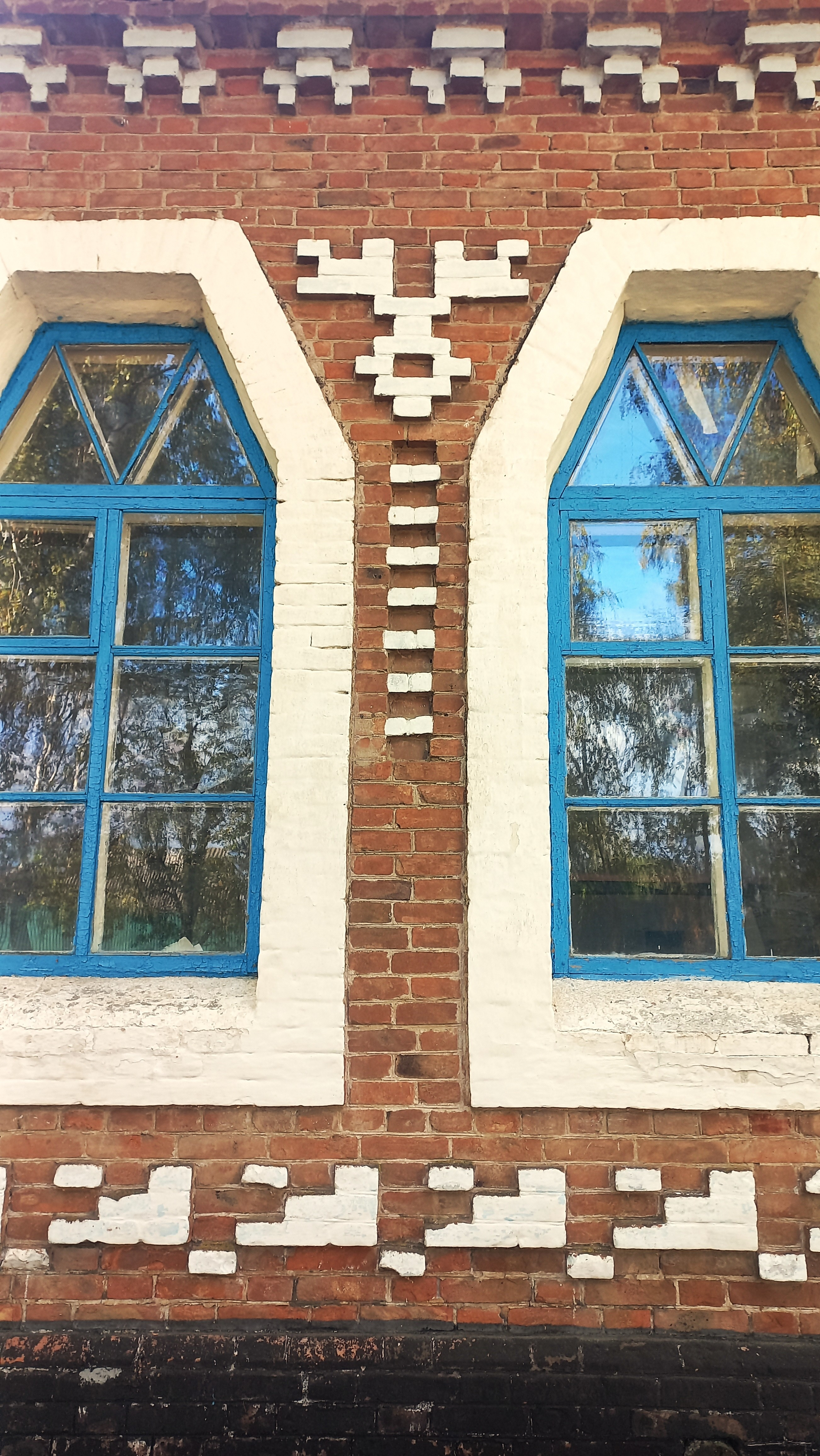
Фрагмент фасаду школи в селі Гаївщина
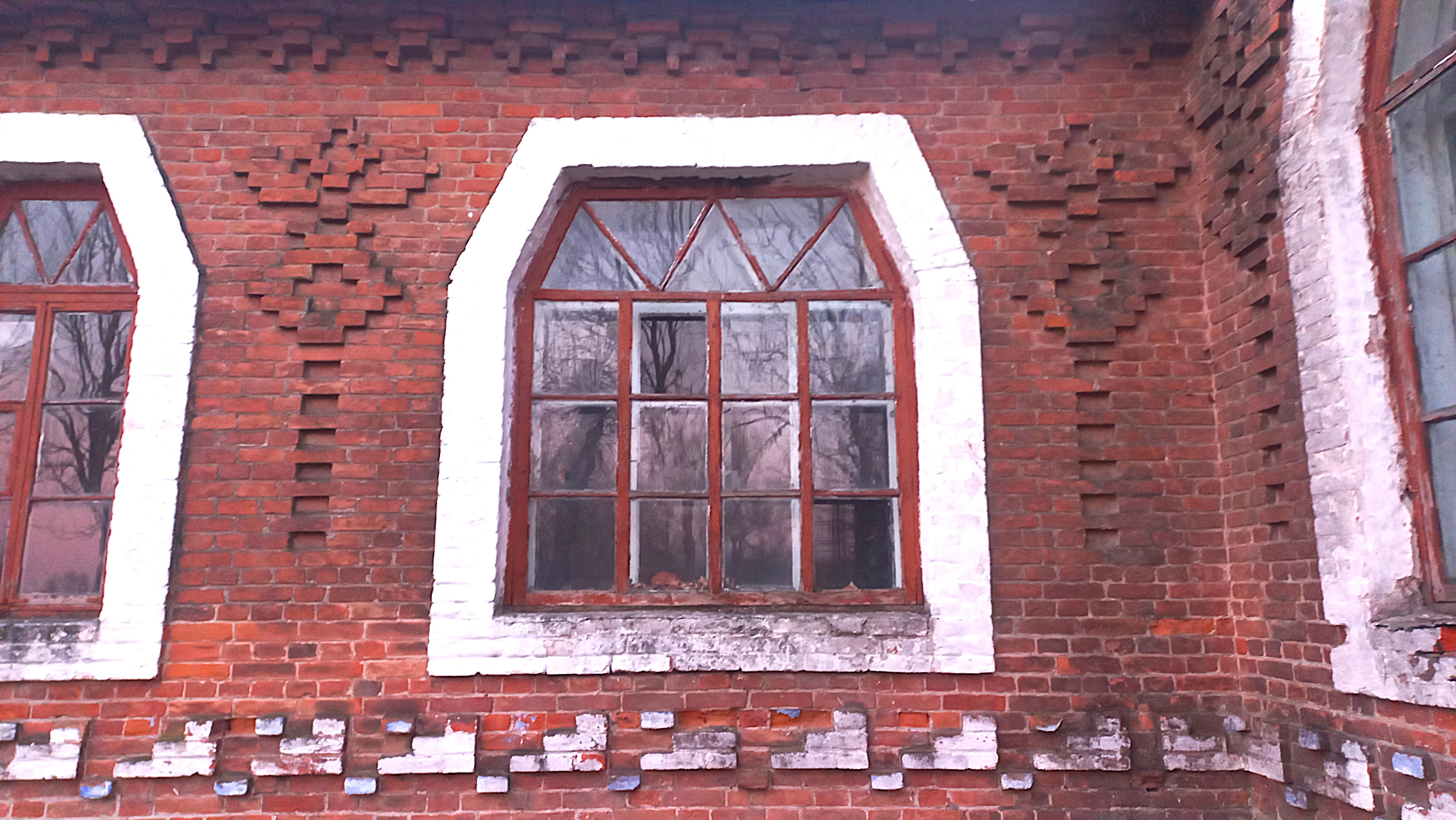
Фрагмент фасаду школи в місті Заводське
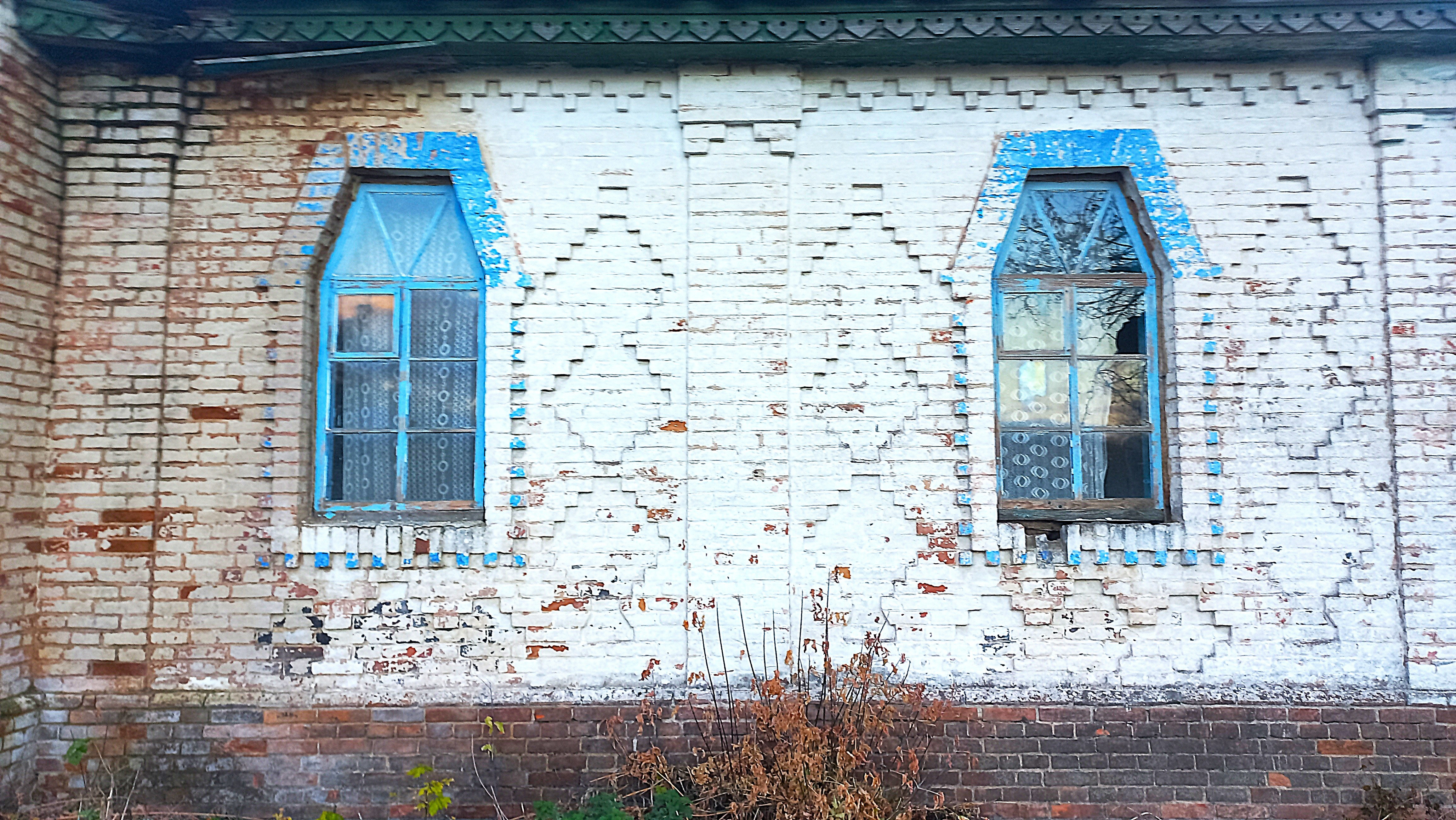
Фрагмент фасаду школи в хуторі Нове
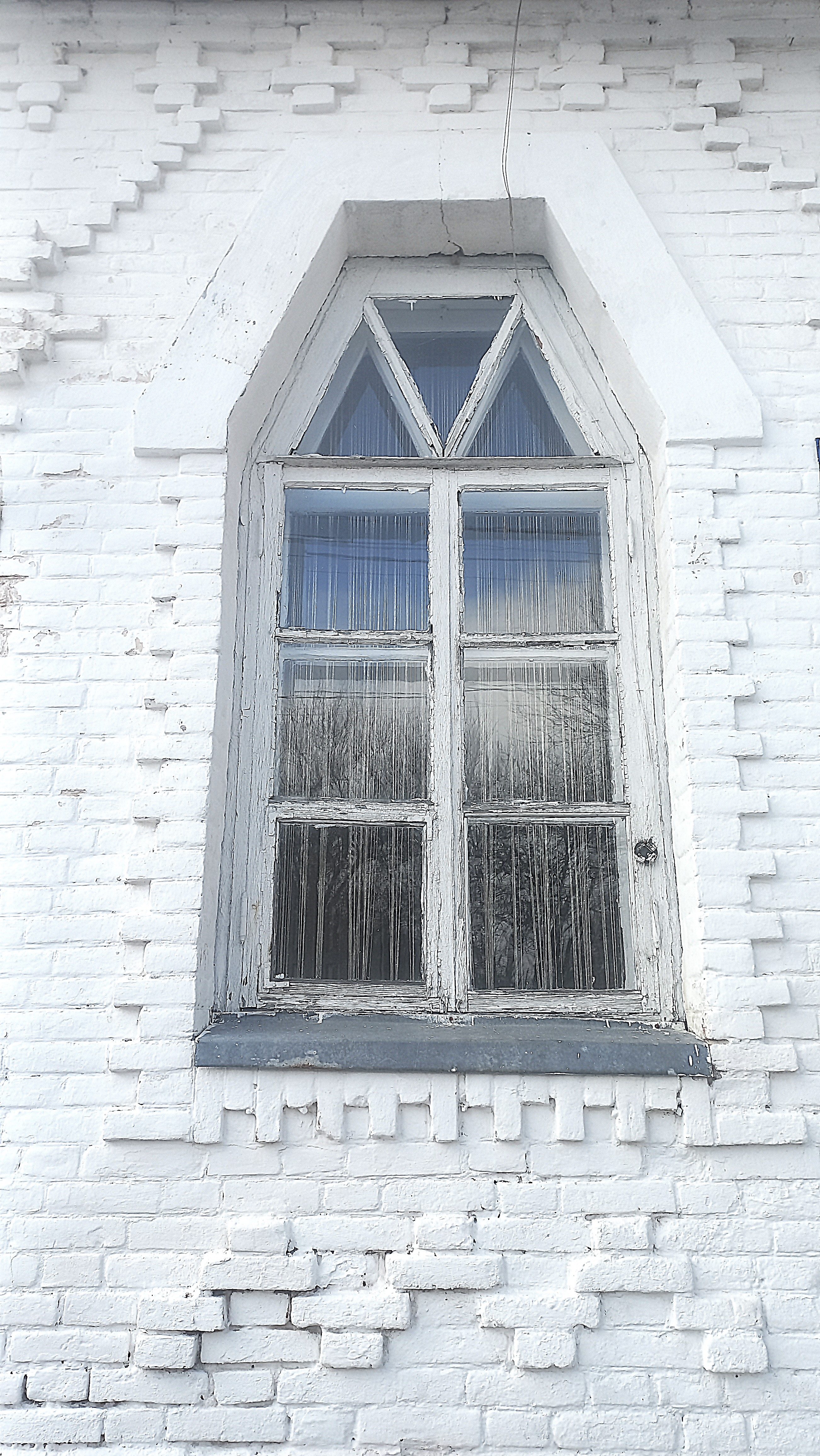
Фрагмент фасаду школи в селищі Чорнухи